# Věno

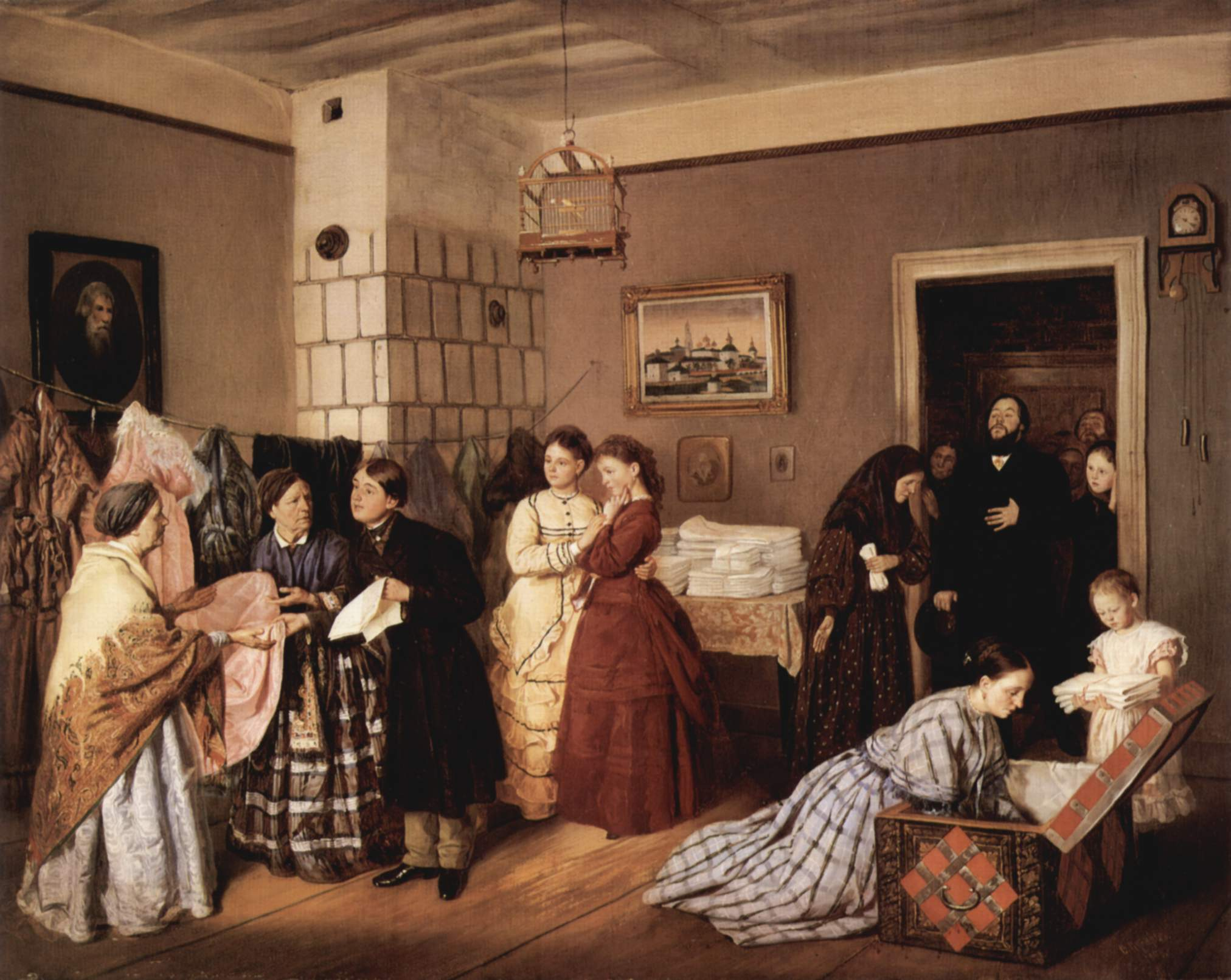
Vasilij Vladimirovič Pukirjov, Věno

Věno (lat. dos) je majetek, který přináší nevěsta do manželství. Uzavřením manželství se věno stane součástí osobního majetku manžela, ten však na druhou stranu nemá na zřízení věna žádný nárok. Předmětem věna může být vše, co má nějakou majetkovou hodnotu, tedy peníze, movité i nemovité věci, pohledávky apod.
Věno dříve patřilo k tzv. svatebním smlouvám, jeho účelem bylo přispět na náklady, které manželství přináší. Nevěsta, která neměla vlastní majetek, měla právní nárok na zřízení věna vůči svým rodičům, případně prarodičům, nemanželská dcera ale jen vůči své matce. Rodiče se této povinnosti mohli zprostit jen tehdy, pokud se dcera provdala proti jejich vůli a pokud jejich odmítnutí věno poskytnout schválil soud. Dcera také měla nárok na své věno pouze jednou, v případě dalšího manželství ho už žádat nemohla.
V současném českém právu není institut věna zakotven, jakýkoli majetek, který žena do manželství přinese, tak proto zůstává v jejím vlastnictví, případně jej může zahrnout do společného jmění manželů.